# Bruegelmuseum
Het Bruegelmuseum is een museum dat gewijd is aan de schilder Pieter Bruegel de Oude. Het is gevestigd aan Markt 15 in de Belgische stad Peer.

## Gebouw
Het museum bevindt zich in het huis "De Beer", een neoclassicistisch pand en in de kern één der oudste huizen van Peer. In 1942 werd, bij de afbraak van een schouw, een zestal munten uit de 16e tot 18e eeuw gevonden. Het vormde vroeger één geheel met het pand Markt 17. Het huidige aanzien is 19e-eeuws.

## Museum
Naar verluidt zou Bruegel omstreeks 1525 in Grote-Brogel zijn geboren, maar dit is geenszins zeker. Het was in 2006 aanleiding om een Brusselse tentoonstelling naar Peer te halen met reproducties op ware grootte van alle 41 schilderijen van de meester. In 2008 werd rond de reproducties een permanent museum ingericht. Er wordt een kortfilm over Bruegel vertoond met sprekers als fotograaf Michiel Hendryckx en kunstenaar Koen Vanmechelen.